# Чёрная икра
Чёрная икра́ — икра осетровых рыб. Традиционную чёрную икру дают осётр, белуга, севрюга, шип.

## История
Впервые упоминание чёрной икры в исторических источниках встречается в третьем веке до н. э. в трудах Дифилуса из Сифноса — в одном из своих текстов он рассуждает о различиях свежей и соленой икры. Кроме того упоминание чёрной икры встречается у Эвтидема Афинского или Архестрата, что дает ученым возможность рассуждать о популярности и осетрины и икры на территории Древней Эллады. В греческой империи икру активно импортировали из районов Чёрного моря для жителей Александрии. После заката античных империй икра на Западе исчезает со столов, оставаясь популярным деликатесом лишь на территории Византии, что подтверждают торговые реестры XI века и греческие поэмы XII века, в которых встречается упоминание «изысканного блюда, которое называется caviar или kabiari, что готовят в Константинополе близ Чёрного моря». Спустя примерно 200 лет чёрная икра вновь возвращается на европейские столы, начиная с XIV века можно вновь встретить упоминания об икре в европейских торговых текстах. Скорее всего популяризации икры в Европе поспособствовали генуэзские и венецианские купцы, которые на тот момент контролировали большую часть морской торговли.
Впервые слово caviari можно найти в латинском тексте, который датирован 1319 годом, при этом его этимология остается неясной. Существует несколько версий происхождения названия — согласно тюркским источникам, оно происходит от турецкого слова haviar, но есть и греческая версия, согласно которой этимология слова восходит к древнегреческому avyarion, чей корень avyon означает «яйцо». Во французских источниках упоминание слова cavyaire впервые встречается в 1432 в тексте Бертрандона де ла Брокьера.
В XVII и XVIII веках икра вновь выходит из европейской моды, но итальянцы продолжают тратить значительные силы и средства, импортируя ее из Александрии и России. Причем объем производства и спроса был столь велик, что, как сообщает Нарий в 1627 году, «русские делают икру прямо на берегу Чёрного моря и немедленно отправляют ее в Италию». В те времена икру хранили в матерчатых мешках, которые закапывали на берегу Каспия и икра прекрасно сохранялась за счет большого количества буры в почве. Кроме того есть сведения о том, что к концу XVII века итальянские торговые суда доплывали и до Балтийского моря, чтобы принять на борт груз икры. В 1741 году Савари писал о Kavia в своем «Dictiannaire du commerce»: «Мы только начинаем знакомиться с этим блюдом во Франции, где от него не отказываются даже за лучшими столами».
В 1780 году начинается промышленная разработка Каспийского моря Иваном Варвакисом, который ранее получил право на рыбную ловлю от Екатерины II, что способствовало увеличению производства икры и расширению рынка сбыта. Российская империя практически единолично контролирует рынок чёрной икры. В то время, как в Санкт-Петербурге икру можно заказать практически в любом ресторане, Франция лишь начинает привыкать к этому продукту. Писатель и гастрономический критик Александр Дюма проводит месяц на Каспии, наблюдая за ловлей осетра. Развиваются рынки чёрной икры в Италии и Германии, США начинают интересоваться икрой с 1880 года и даже пытаются продавать небольшие партии собственного производства. Во Франции интерес к икре увеличивается в 1920-х годах благодаря братьям Петросян, которые импортировали икру напрямую из родного Баку. Кроме того, многие выходцы из семей российских эмигрантов, которые бежали во Францию от новой коммунистической власти пытаются организовать местное производство икры в районе реки Жиронды.

## Добыча и обработка

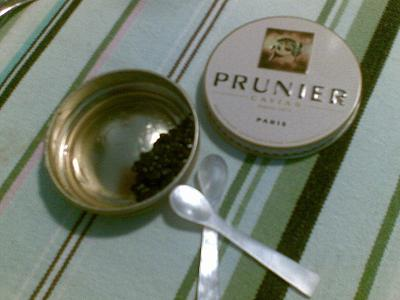
Икра сибирского осетра, выращенного на ферме во Франции

Различают три основных вида чёрной икры по рыбам-производителям: белужью, осетровую и севрюжью; самая крупная и ценная — белужья икра.
Икра, произведённая в аквакультурных хозяйствах, также делится на дойную и пробойную (более дорогую), в зависимости от способа её получения из рыбы.
Рыбоводы различают шесть стадий зрелости икры. Обычно на зернистую икру идёт четвёртая стадия, третья — на паюсную, а вторая — на ястычную. В рыбоводных хозяйствах зрелость определяют отбором небольших порций икры специальным зондом.
В большинстве коммерческих рыбоводческих хозяйств заготавливают икру, отбирая её методом «доения», подрезая яйцеводы и сохраняя жизнь самок (метод С. Б. Подушки).
Другой метод — «кесарево сечение» — трудоёмок и не позволяет работать с большими производственными партиями рыб. Традиционный способ получения икры — забой самок осетровых рыб — используется при вылове диких осетровых рыб, а также в некоторых хозяйствах.
Чёрная икра по способам изготовления подразделяется на зернистую баночную, зернистую бочковую, паюсную и ястычную. Зернистая икра пастеризации не подлежит. Зернистая икра состоит из целых, недеформированных зёрен, легко отделяющихся одно от другого. По засолу и упаковке зернистая икра делится на слабосоленую баночную и крепкосоленую бочоночную. Паюсная икра готовится посолом в нагретом насыщенном растворе соли при постоянном перемешивании и последующем прессовании зерна. Ястычная икра готовится из ястыков без отделения зерна от соединительной ткани, путём крепкого посола в тузлуке. Ястыки предварительно режут на куски длиной 10—12 см. По видам рыбы икра не подразделяется. Изготавливается двух сортов, различающихся соленостью. Ранее была известна троичная икра, делавшаяся на заказ. Её протирали сквозь сито так же, как и зернистую, резко обливали тёплым крепким рассолом и давали ему стечь, добиваясь обезвоживания. Затем упаковывали в бочонки по пуду и отправляли на почтовых тройках в Москву.

## Состав икры
Икра осетровых рыб, как и лососёвая (красная) икра, не только имеет изысканный вкус, но и очень полезна, так как содержит много микроэлементов (особенно осетровая икра).
В чёрной икре содержится полный набор аминокислот, включая глутаминовую и аспарагиновую, лизин, серин, лейцин; минералы: калий, магний, фосфор и железо, а также немало витаминов.

### Искусственная чёрная икра

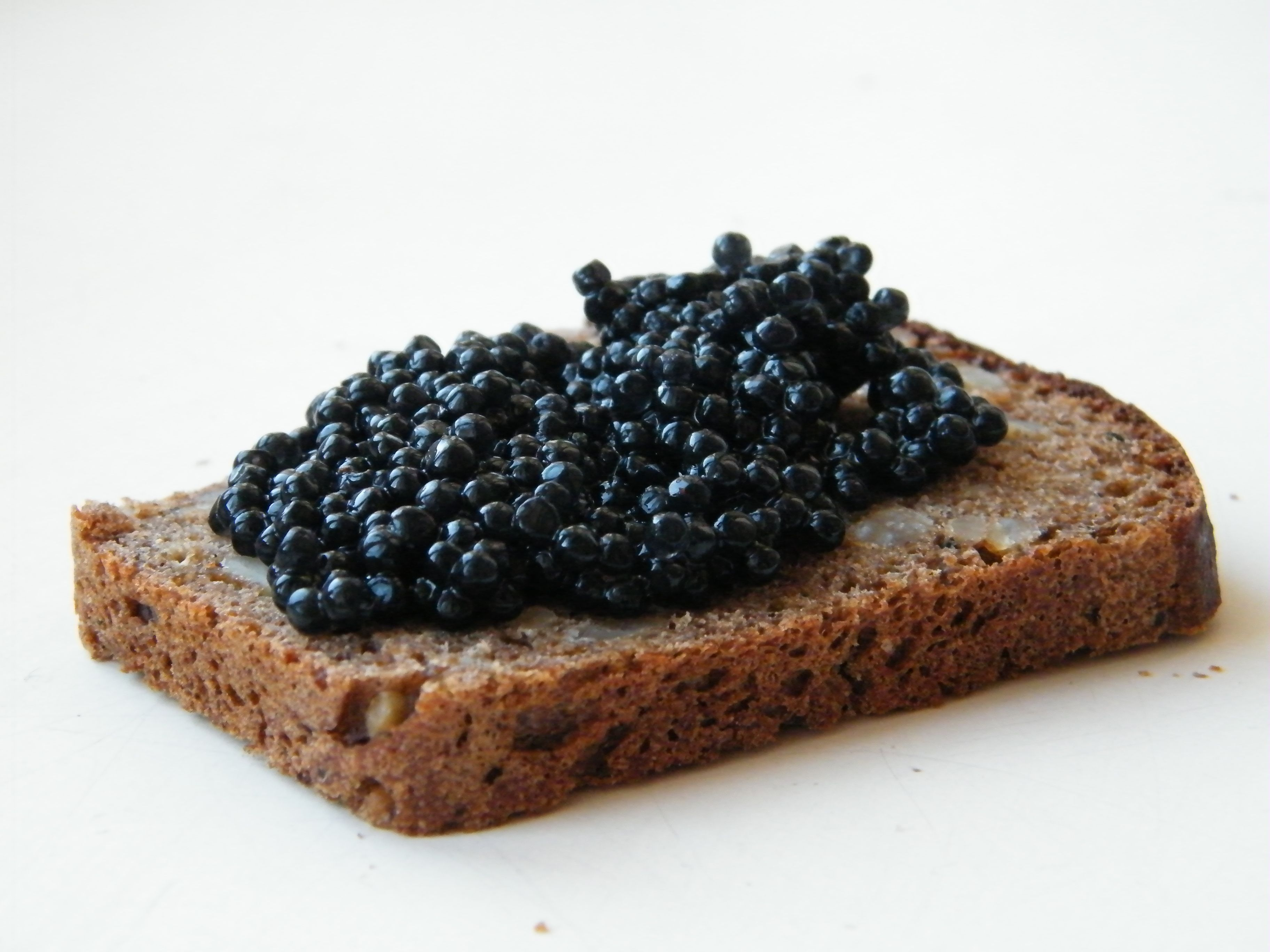
Бутерброд с искусственной чёрной икрой

В СССР производство искусственной «чёрной икры» было начато в 1970-х гг.
Разработкой технологии искусственной «икры» руководил химик-органик, академик АН СССР А. Н. Несмеянов, возглавлявший Институт элементоорганических соединений Академии наук СССР. Был разработан икорный продукт под названием «Искра» (аббревиатура фразы «искусственная икра»). В её состав первоначально входили такие компоненты, как пищевой желатин, белок куриных яиц, пищевой краситель, соль и ароматизатор из сельдевых рыб. Икринка в яичном способе образуется путём попадания капли белковой смеси, содержащей яичный белок, краситель и кулинарную заправку, в прогретое растительное масло или водно-масляную эмульсию.
Другой способ, желатиновый, был предложен И. В. Кузнецовым — в качестве основных ингредиентов используют молоко или другие белковые смеси, в которые вносятся желатин и другие компоненты, после чего раствор нагревают и впрыскивают его в охлажденное до 5-15 градусов растительное масло.
Существует также альгиновая икра, представляющая собой гранулированное желе из альгината натрия, получаемого в ходе переработки морских водорослей.

## Промысел
Основным местом добычи чёрной икры (90 % мировой добычи) до начала 2000-х годов являлось Каспийское море.
За 15 лет (с 1991 по 2005 годы) поголовье осетровых рыб на Каспии уменьшилось в 38,5 раз; из-за резкого сокращения численности осетровых с 2016 года всеми прикаспийскими странами принят международный мораторий (запрет) на промысел всех видов осетровых Каспийского моря. 

Добыча также велась в Азовском море, Причерноморье, низовье Дуная. 

В Китае лицензированный промысел ведётся в провинции Хэйлунцзян, на территории которой протекает Амур.
С 2015 года крупнейшим мировым производителем и экспортёром чёрной икры является Китай, второе место занимали США[уточнить](экспортёр?), третье — Иран.

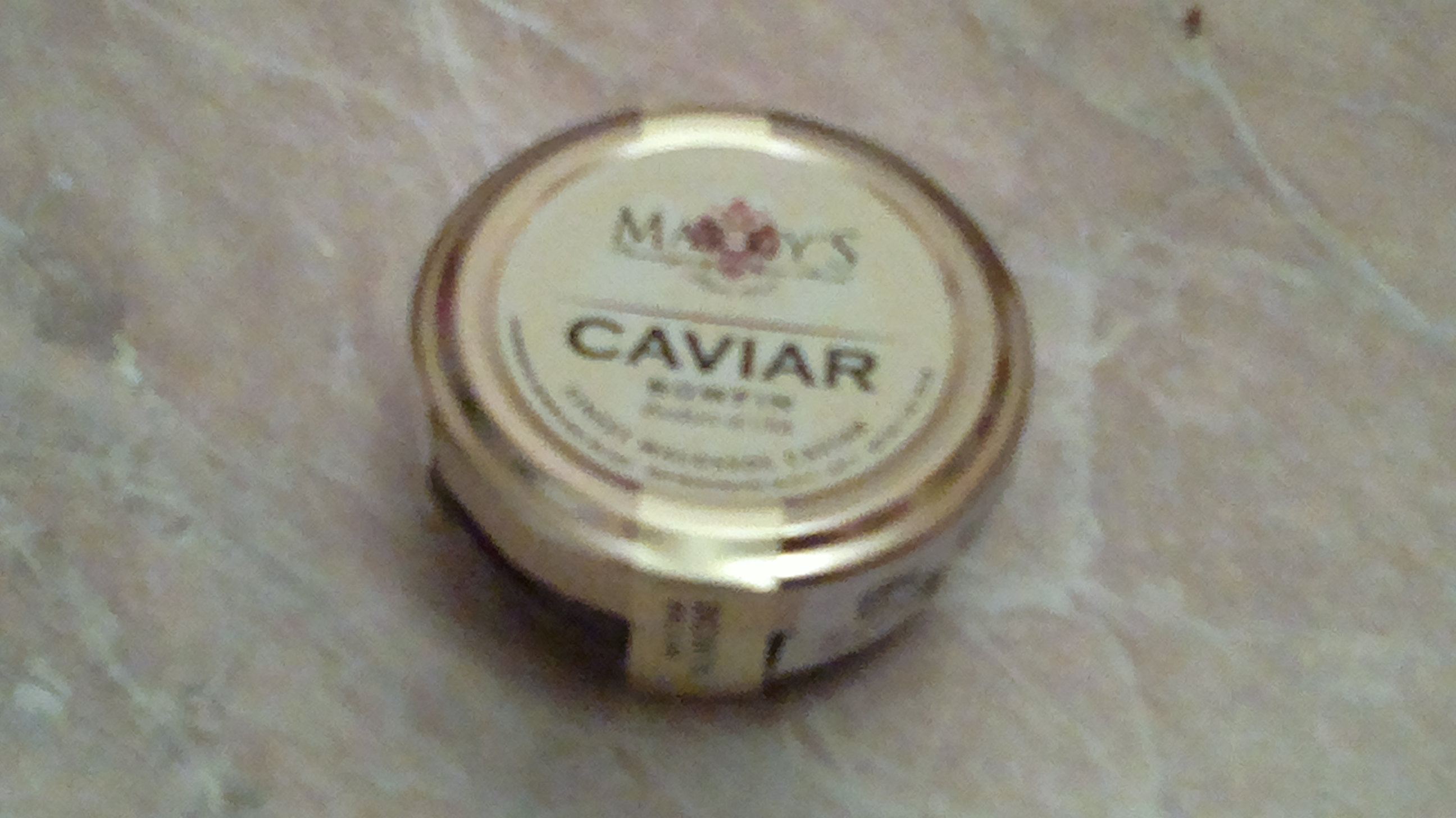
Икра ильной рыбы

Икра ильной рыбы напоминает осетровую и продаётся в США в качестве недорогого заменителя последней.
Поскольку ильная рыба соответствует требованиям кашрута, её икра может употребляться в пищу приверженцами иудаизма.
Экспорт
Основными экспортёрами добытой чёрной икры ранее являлись пять стран: Россия, Казахстан, Туркменистан, Азербайджан и Иран.
С 2006 года (подробнее см. раздел Охрана осетровых) только Ирану был разрешён экспорт икры персидского осетра́, добытого в Каспийском море. Исключение сделано с учётом того, что в Иране существует монополия на добычу икры, нарушение которой карается строгими наказаниями. Примерный объём экспорта Ирана в 2006 году — около 50 тонн готовой икры.
С 2008 года экспорт чёрной икры начал осуществлять Израиль. Израильская чёрная икра экспортируется в Японию, Америку, Европу и в Россию по цене от трёх до пяти тысяч долларов за килограмм. В 2008 году экспорт чёрной икры принёс 15 миллионов шекелей, причём часть экспорта осуществлялась в Россию. Так как осетровые не являются кошерными, в самом Израиле израильская чёрная икра не продаётся. Небольшое количество осетрины сбывается через сеть некошерных магазинов «Тив таам», остальная продукция израильской осетровой фермы предназначена на экспорт.
Иран поставляет чёрную икру, выращенную на фермах, в Германию, Францию, Швейцарию и Арабские Эмираты по цене 870 долларов за 1 кг.
До середины 1980-х годов в Советском Союзе добывалось до 2000 т осетровой икры в год. Общая добыча осетровых в Каспийском море в 1970-х составляла до 28 тысяч тонн, производство икры составляло до 2,5 тыс. тонн черной икры (90 % мирового рынка). 

С 2001 года Россия прекратила официальные поставки икры за рубеж, согласно запрету, введённому CITES из-за того, что государственные органы в России оказались не в состоянии пресечь браконьерскую добычу. Только с 2007 года небольшие объемы разрешено поставлять в некоторые страны. В свою очередь группа компаний «Русский икорный дом» стала осуществлять поставки икры в США, Японию, Южную Африку, ОАЭ, Украину, а ТД «Русский осетр» — в Южную Корею, Японию, Казахстан, ОАЭ, Белоруссию, Канаду. Согласно российскому таможенному законодательству на 2024 год, один человек может вывезти до 250 граммов легальной черной икры из страны.

### Аквакультура

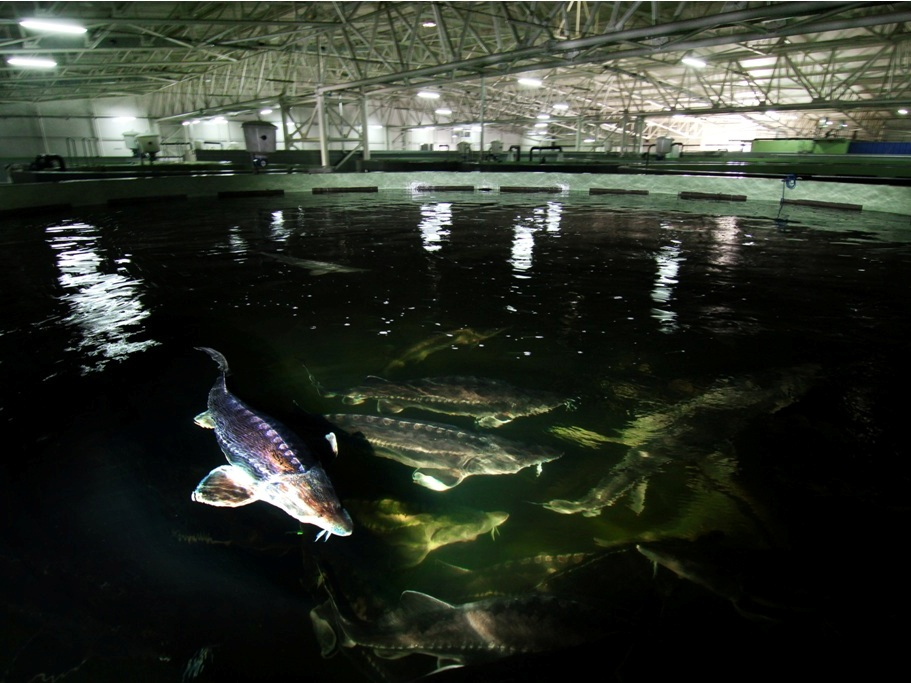
Осетровые в искусственном бассейне

Основной проблемой получения чёрной осетровой икры в аквакультуре является то, что, в отличие от других выращиваемых таким способом рыб (например, форели), на одного осетра необходимо не менее кубометра воды, а выращивать его нужно 7—10 лет из-за медленного созревания. Несмотря на высокий спрос и цены на чёрную икру, такое производство требует значительных вложений и имеет длительный срок окупаемости.
Китай, с 2010-х годов являющийся крупнейшим мировым производителем и экспортёром черной икры, в 2018 году произвёл 300 т черной икры, полученной в аквакультурных хозяйствах.
По экспертным оценкам, в 2009 году пищевой чёрной осетровой икры из аквакультуры в странах Центральной и Восточной Европы было произведено около 20 т, наибольшие объёмы приходились на Россию — 12 т, Болгарию − 5 т, Румынию — 500 кг, Молдавию — 300 кг. В 2019 году в России было произведено около 45 т чёрной икры.
По данным на 2015 год, в в Китае существует 12 рыбоводческих хозяйств. Есть статистика по трём из них.
1. Циньцзян: ежегодный выход — 600 тонн рыбы, 10 тонн икры.
2. Шаньдун: рекордсмен по производству икры, соответствующей качеству Каспийского моря. Ежегодный выход — 200 тонн рыбы, 15 тонн икры.
3. Хэйлунцзян: ежегодный выход — 300 тонн рыбы, 10 тонн икры.

Иран прогнозировал, что производство чёрной икры рыбоводческими хозяйствами в 2012 году превысит одну тонну, а в 2013 году будет произведено до 3 тонн.
По данным на весну 2011 года, легальное производство чёрной икры и осетрины в России осуществляло десять аквакультурных хозяйств, крупнейшие из которых — РТФ «Диана» («Беловодье», Вологодская обл., посёлок Кадуй) — 10,5 т икры в год; рыбоводная компания «Белуга» (Астрахань) — 2 т; «Раскат» (Астрахань) — 1,2 т; Кармановский рыбхоз (Республика Башкортостан) — 900 кг. К середине 2020-х годов существенные объемы товарной икры стали приходиться так же на Волгореченское рыбное хозяйство (Костромская область), Романовское рыбное хозяйство (Тверская область), Пушкинскую осетровую ферму (Московская область) и иные.
Производство чёрной икры в Саудовской Аравии на предприятии «Caviar Court food processing» (пригород Даммама) достигает шести тонн в год. Икра поставляется в том числе в Россию и страны СНГ.
В Израиле осетровые разводятся искусственно в кибуце Дан (ферма «Карат Кавьяр») с 2008 года в объёме около четырёх тонн в год.
В Молдавии (Приднестровье) чёрная икра производится на предприятии ООО «Акватир». Проектная мощность рыбоводной зоны предприятия составляет 50-80 тонн товарной рыбы и 5 тонн пищевой икры в год.
С 2014 года в торговой сети России разрешена продажа только чёрной икры, полученной в лицензированных аквакультурных хозяйствах. Однако, по состоянию на 2015 год, по данным WWF, 80 % продаваемой в России чёрной икры имело браконьерское происхождение. С 2024 года в РФ действует система маркировки икры лососевых и осетровых «Честный знак», которая должна ужесточить контроль за происхождением икры и привести к «обелению» рынка черной икры.

## Цена
Цены зависят от вида икры и существенно различаются на российском и европейском рынках. Самая ценная — белужья икра. К концу 2005 года 1 кг белужьей икры стоил около 620 евро на чёрном рынке в России (при официальном запрете на продажу этой икры) и до 7000 € за границей. По сообщениям радио «Эхо Москвы», в марте 2008 года в лондонских ресторанах 100 граммов белужьей икры стоили 2000 $.
На втором месте по стоимости — икра русского осетра́: в 2005 году она стоила 230 €/кг (в супермаркете — 450 €/кг), за границей — больше 1000 €/кг. Дешевле всего — севрюжья икра, 200 €/кг.
На московских продуктовых рынках на 31 декабря 2012 года 500-граммовая банка белужьей икры стоила в среднем 50 000 рублей.
В феврале 2014 года на масленицу на московских рынках 500 граммов осетровой черной икры стоили 15 000 рублей, 500 граммов белужьей икры — 35 000 рублей.
На февраль 2018 цена в Москве (розница) составляет ~1500 долл./кг.
После запрета на вылов каспийского осетра основная часть икры на рынках развитых стран поставляется фермами искусственного разведения осетровых, крупнейшими из которых являются Sterling Caviar (США) и Exmoor Caviar (Великобритания). По данным на конец 2021 года, цена икры высшего качества от Exmoor Caviar составляла 4800 £ за килограмм.

## Охрана осетровых
Широко распространена нелегальная добыча чёрной икры. Так, по статистике российских правоохранительных органов, российский рынок чёрной икры — на 90 % браконьерский.
За 15 лет (с 1991 по 2005 годы) поголовье осетровых рыб в Каспийском море уменьшилось в 38,5 раз.
По данным КаспНИРХа, за период 1990—2010 гг. в Волге биомасса нерестовых частей популяции осетра уменьшилась с 15 до 1,19 тыс. т, севрюги — с 6 до 0,5 тыс. т, белуги — с 2 до 0,11 тыс. т. Процент самок осетра в нерестовой части популяции снизился с 48,6 до 9,2 %, севрюги — с 47 до 13,4 %. Пропуск производителей осетровых на волжские нерестилища после зарегулирования стока реки в среднем составлял 322 тыс. экземпляров. В 1996 году он снизился до 161,4 тыс., а в 2001—2010 годы не превышал 50 тысяч.
В 2001—2006 годах действовал запрет на экспорт чёрной икры в рамках Конвенции по международной торговле вымирающими видами дикой фауны и флоры, для спасения популяции осетровых в Каспийском море. Россия, Казахстан, Туркменистан и Азербайджан прекратили экспорт икры, но не перестали осуществлять её распространение на внутреннем рынке. Браконьерская добыча в этих странах в 10 — 12 раз превышала легальные объемы добычи. Единственное исключение было сделано для Ирана. С 2007 года Конвенция вновь разрешила экспорт. Так, для России была выделена годовая квота на экспорт 23,5 тонн чёрной икры. Экспорт в страны ЕС для России запрещён, икра экспортируется в Китай, Японию и Южную Корею.
С 2005 года запрещён промысел всех видов осетровых в Волжско-Каспийском и Азово-Черноморском рыбохозяйственных бассейнах России.
В соответствии с решением Комиссии по водным биоресурсам Каспийского моря коммерческий промысел осетровых в Каспии для всех прикаспийских государств запрещён с 2012 года сроком на 5 лет, запрет продлен в 2018 году.